# Seriphidomyia
Seriphidomyia är ett släkte av tvåvingar. Seriphidomyia ingår i familjen gallmyggor.

## Dottertaxa tillSeriphidomyia, i alfabetisk ordning[1]
- Seriphidomyia azutavica
- Seriphidomyia bajansulu
- Seriphidomyia bekoviczi
- Seriphidomyia brassiformis
- Seriphidomyia butakovi
- Seriphidomyia cephaliformis
- Seriphidomyia costacoxita
- Seriphidomyia czarshanga
- Seriphidomyia ermeni
- Seriphidomyia fedczenkoae
- Seriphidomyia juncea
- Seriphidomyia kalkani
- Seriphidomyia kovalei
- Seriphidomyia kovalevi
- Seriphidomyia kuznetzovi
- Seriphidomyia leleji
- Seriphidomyia lelejii
- Seriphidomyia levczenkoi
- Seriphidomyia mushketovi
- Seriphidomyia petrovi
- Seriphidomyia polynovi
- Seriphidomyia pusilla
- Seriphidomyia rerichi
- Seriphidomyia rozhkovi
- Seriphidomyia rubripes
- Seriphidomyia rubripigemmae
- Seriphidomyia rutifolia
- Seriphidomyia serotina
- Seriphidomyia sublessingiana
- Seriphidomyia tarbagataica
- Seriphidomyia tenteki
- Seriphidomyia ussurica
- Seriphidomyia valichanovi
- Seriphidomyia verticillata